# 石 (容量單位)
石（亦可训读为石）或作担、儋，是中國和日本等地古代容積單位，一石為十斗，通常用來量米。中國古代官員是以米、麥等糧食當作薪俸的，故有郡守兩千石之說。
日本室町到江戶時代，一石是52.5公斤稻穀，與明清兩代不同，脫穀折算糙米約廿多公斤或不到廿公斤白米，日本歷史上，則以稻穀石高數，分判諸侯的經濟實力，石高制是生產毛額並非租稅淨值，為一領地生產毛額，抽稅後由眾多人領取，非領主一人所得，不容易與中國官員作比較。日本的1石米大約相當於現在150公斤米，一個成年人一年消耗的米量最少需120公斤白米。石高（生產量）有時是以錢換算（豐收時1石約0.4贯錢，飢荒時1石有時會高達5至10貫），有時又以其他的出產（如礦物、特產、漁獲、商業收益等）來估計，但不論如何，它都是衡量當時經濟生產的單位。明治19年，改一石為180.39公升。
中華民國《度量衡法》曾明文规定：公石为容积單位，1公石为100公升。